# Dieuze
Dieuze là một xã trong vùng Grand Est, thuộc tỉnh Moselle, quận Château-Salins, tổng Dieuze. Tọa độ địa lý của xã là 48° 48' vĩ độ bắc, 06° 43' kinh độ đông. Dieuze nằm trên độ cao trung bình là 219 mét trên mực nước biển, có điểm thấp nhất là 205 mét và điểm cao nhất là 245 mét. Xã có diện tích 9,35 km², dân số vào thời điểm 1999 là 3612 người; mật độ dân số là 386 người/km².

## Thông tin nhân khẩu
| 1962  | 1968  | 1975  | 1982  | 1990  | 1999  |
| ----- | ----- | ----- | ----- | ----- | ----- |
| 3.563 | 4.075 | 4.141 | 3.893 | 3.566 | 3.612 |

## Nhân vật nổi tiếng
- Wolfgang Musculus (nhà thần học, sinh năm 1497 tại Dieuze)
- Karl Ludwig von Ficquelmont (chính trị gia trong Đế quốc Áo, sinh năm 1777 tại Dieuze)
- Charles Hermite (nhà toán học, sinh năm 1822 tại Dieuze)
- Edmond About (nhà văn, sinh năm 1828 tại Dieuze)
- Gustave Charpentier (nhà soạn nhạc, sinh năm 1860 tại Dieuze)
- Émile Friant (họa sĩ, sinh năm 1863 tại Dieuze)
- Lucien Becker (nhà thơ)